# Вальдес, Виктор
Ви́ктор Вальде́с Арри́бас (исп. Víctor Valdés Arribas; род. 14 января 1982, Оспиталет, Каталония) — испанский футболист, игравший на позиции вратаря. С 2002 по 2014 год выступал за «Барселону». Рекордсмен среди голкиперов по числу проведённых матчей в истории клуба.
За всю свою карьеру в каталонском клубе Вальдес шесть раз становился чемпионом Испании и трижды выигрывал Лигу чемпионов УЕФА. В составе сборной Испании выиграл чемпионат мира-2010 и Евро-2012, однако никогда не считался основным стражем ворот «красной фурии», уступая в конкуренции тогдашнему лидеру сборной Икеру Касильясу.

## Биография
Виктор Вальдес родился в городе Оспиталет провинции Барселона и в 10 лет попал в академию главного клуба Каталонии. Однако через два года его семья переехала на Тенерифе, но в 1995 году вернулась обратно, и 13-летний Виктор снова стал заниматься в школе «Барселоны».

### Личная жизнь
Встречается с Йоландой Кардоной. 20 августа 2009 у них родился сын Дилан. Второй сын Кай родился 16 ноября 2012 года. 3 октября 2013 у пары родилась дочь Вера.

## Клубная карьера
В 17 лет Виктор Вальдес уже защищал ворота «Барселоны B», фарм-клуба «сине-гранатовых», который выступал во втором испанском дивизионе. Конкурентом Вальдеса был его ровесник Пепе Рейна, который считался более талантливым голкипером.

### «Барселона»
После возвращения ему удалось быстро достичь спортивных высот. В сезоне 2002/03 Вальдес был дублёром аргентинского голкипера Роберто Бонано, однако неуверенная игра аргентинца и приход в клуб тренера Радомира Антича позволили Виктору занять место в воротах «Барселоны». 1 сентября 2002 года Вальдес сыграл свой дебютный матч в основном составе «Барселоны» против «Атлетико» (2:2). В течение сезона юный голкипер провёл 14 матчей, пропустив 15 голов. Ещё шесть поединков провёл в Лиге чемпионов, где пропустил три гола. Впоследствии тогдашний наставник «блаугранс» Луи ван Гал решил вывести испанца из основного состава. Виктор отправился во вторую команду каталонцев, но посчитал это за унижение и хотел покинуть «Барселону» окончательно. Однако посреди сезона ван Гал был уволен, а пришедший на пост главного тренера Радомир Антич сделал ставку на молодого воспитанника кантеры.
В сезоне 2003/04 Вальдесу удалось удержать позицию номер 1 даже после прихода в клуб турецкого вратаря Рюштю Речбера (бронзового призёра чемпионата мира 2002 года), который допускал в играх слишком много ошибок. В сезоне 2004/05 Виктор Вальдес сыграл почти во всех матчах «сине-гранатовых» и помог «Барселоне» завоевать первый за последние шесть лет чемпионский титул. Также он получил премию имени Саморы, которой награждают лучшего вратаря в чемпионате Испании.
Сезон 2005/06 стал для клуба очень удачным. Каталонец снова отыграл почти во всех матчах, позволив команде завоевать второй чемпионский титул подряд, а также дважды спас команду после опаснейших ударов Тьерри Анри в победном для «Барселоны» финале Лиги чемпионов 2005/06. За свою игру Вальдес получил самые тёплые отзывы от своего тренера Франка Райкарда. Среди соискателей премии имени Саморы в этом сезоне он стал третьим, уступив Хосе Мануэлю Пинто и Сантьяго Канисаресу.

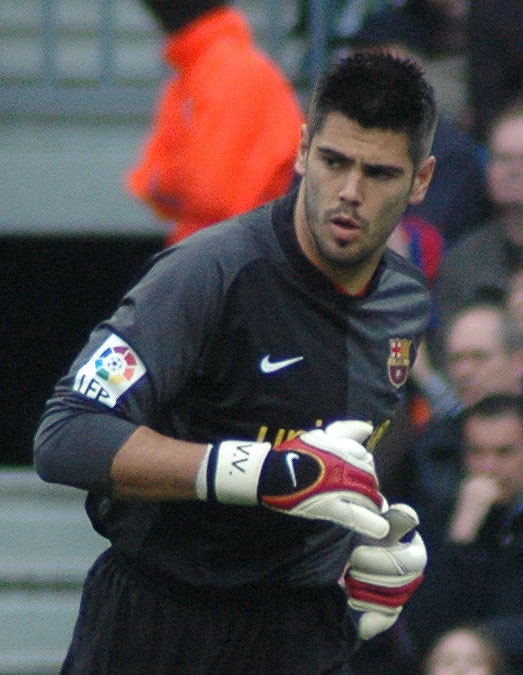
Вальдес в матче чемпионата Испании против «Мальорки»

17 июня 2007 года в последнем туре чемпионата Испании, Виктор повторил вратарский рекорд «Барселоны», установленный легендарным Андони Субисарретой. Никто кроме Субисарреты и Вальдеса не проводил в воротах «Барселоны» все матчи чемпионата в сезоне от начала и до конца.
Сезон 2007/08 стал для «блауграны» провальным в целом — неясная трансферная политика накануне летом, интриги в раздевалке, третье место (вслед за «Реалом» и «Вильярреалом») в Примере, два поражения в «Эль Класико» (0:1 дома и 1:4 — в гостях), наконец, не стал исключением и Вальдес — вместо Канисареса на Евро-2008 поехал Андрес Палоп из «Севильи», а не Виктор.
В сезоне 2008/09 Вальдес сыграл 35 матчей из 38 и пропустил 31 мяч, что также является рекордом «того времени» для Виктора. Особенно хорошо запоминается «Эль Класико» против мадридского «Реала». В первом круге «каталонцы» выиграли со счётом 2:0, отличились Лео Месси и Это’О. А во втором круге на стадионе «Сантьяго Бернабеу» «каталонцы» разгромили соперника со счётом 6:2, однако Вальдес несколько раз вступал в игру и выручал свои ворота от пропущенных голов. 8 ноября 2008 года Вальдес провёл свой 200 матч в футболке «Барселоны», став самым молодым голкипером «сине-гранатовых», которому покорился данный рубеж. На групповом этапе Лиги чемпионов Вальдес проявил себя достаточно хорошо: за пять матчей пропустил пять мячей. В 1/8 финала против «Лиона» Вальдес пропустил три мяча, но форвард «Барселоны» Тьерри Анри исправил допущенные Вальдесом ошибки. В 1/4 финала против «Баварии» Виктор пропустил всего один мяч (общий счёт 5:1). В полуфинале против лондонского «Челси» Виктор пропустил уже на пятой минуте, но на последних минутах Андрес Иньеста принёс команде равный счёт — 1:1. В финале против «Манчестер Юнайтед» «каталонцы» выиграли со счётом 2:0, а ворота Вальдеса весь матч оставались «сухими».
В сезоне 2009/10 в чемпионате Испании Вальдес отыграл все матчи без замен и пропустил всего 24 гола. Этот показатель стал лучшим для Виктора за все время выступлений за «сине-гранатовых». По итогам сезона Вальдес выиграл очередной «Трофей Саморы», который стал для него третьим, вручаемый ежегодно лучшему вратарю испанской Примеры, который пропустил меньше всего голов. В Лиге чемпионов УЕФА Вальдес проявил себя очень хорошо, но «Барселона» дошла лишь до полуфинала, уступив будущему чемпиону — миланскому «Интернационале». В групповом этапе Виктор сыграл все шесть матчей и пропустил всего три мяча, что является его личным рекордом в истории выступлений. В раундах плей-офф Вальдес пропустил 7 мячей в 6-ти матчах.
Первый матч для Вальдеса в чемпионате 2010/11 стал матч с «Расингом» (3:0), каталонцы сыграли всухую. Всего в чемпионате сыграл 32 матча, в которых пропустил 16 мячей, что помогло ему вновь завоевать «Трофей Саморы» (в 4-й раз в карьере).
В сезоне 2011/12, после последнего матча с «Бетисом» в чемпионате Испании (38-й тур) Вальдес в 5-й раз получил «Трофей Саморы», который вручается лучшему вратарю чемпионата Испании, пропустившему меньше всех голов в турнире. Вальдес пропустил 29 голов в 35 матчах. В Кубке Испании участия не принимал.
29 августа 2011 года провёл свой 410-й матч в сине-гранатовой футболке, обойдя по этому показателю другого испанского вратаря — Андони Субисаррету.
В сезоне 2011/12 Вальдес отстоял «на ноль» 24 матча: 17 матчей чемпионата Испании, четыре матча Лиги чемпионов УЕФА, два матча Клубного чемпионата мира и один матч Суперкубка УЕФА.
25 ноября 2012 года в матче чемпионата Испании против «Леванте» (4:0) голкипер на последних минутах матча взял пенальти от игрока соперника, а также два последующих добивания. 18 января 2013 года Вальдес подписал новый контракт с клубом до 30 июня 2014 года. Позже он заявил, что перейдет из «Барселоны» в другой клуб следующим летом.
2 марта 2013 года Вальдес получил красную карточку в матче чемпионата Испании против мадридского «Реала» за оскорбление арбитра после финального свистка. Матч закончился поражением «каталонцев» со счётом 1:2. Дисквалификация составила 4 матча чемпионата.
В сезоне 2012/13 Виктор «на ноль» отстоял восемь матчей: пять матчей чемпионата и три матча Лиги чемпионов, включая матч-камбэк против «Милана» со счётом 4:0, благодаря которому «Барселона» вышла в 1/4 финала Лиги чемпионов УЕФА.
Весной 2014 года испанец получил тяжелую травму, из-за которой выбыл из строя на продолжительный срок. «Барселона» предложила ему новый контракт, однако он отказался. Ожидалось, что зимой Вальдес присоединится к «Монако», однако монегаски не рискнули подписывать контракт с травмированным голкипером. В итоге Вальдес почти на год остался без большого футбола.

### «Манчестер Юнайтед»
В январе 2015 года Вальдес подписал контракт на один год с «Манчестер Юнайтед». 17 мая 2015 года вышел на замену в матче против «Арсенала» на 76-й минуте и пропустил один гол — этот матч стал для него первым. Во втором матче 24 мая вышел в стартовом составе против «Халл Сити», отстоял на ноль.
Вальдес в межсезонье повздорил с Ван Галом, главным тренером «Манчестер Юнайтед», вследствие чего удостоился от него критики и не отправился с клубом на ежегодное турне по США. В начале сезона тренерский штаб не включил Виктора в заявку на сезон и ясно дал понять, что ему нужно покинуть клуб, но Вальдес так и не ушёл в летнее трансферное окно.

#### «Стандард»
24 января 2016 года перешёл на правах аренды в льежский «Стандард». С этой командой он смог стать обладателем Кубка Бельгии.

### «Мидлсбро»
7 июля 2016 года Вальдес на правах свободного агента перешёл в английский «Мидлсбро», подписав контракт сроком на два года. Дебютировал голкипер в матче 1-го тура АПЛ против «Сток Сити» (1:1). Испанец провёл за «Мидлсбро» 28 матчей в чемпионате Англии, в которых пропустил 36 мячей. По итогам сезона команда вылетела из Премьер-лиги, и 24 мая по обоюдному согласию сторон Вальдес расторг контракт с клубом.
После получения статуса свободного агента игроком интересовались клубы из высшего дивизиона Испании. «Бетис», «Депортиво» и «Лас-Пальмас» предлагали игроку контракт. Однако Виктор Вальдес принял решение о завершении карьеры и официально объявил об этом 17 августа 2017 года.

## Карьера в сборной
Вальдесу долгое время было очень тяжело дебютировать в национальной сборной: в середине 2000-х основным вратарём команды стал Икер Касильяс из мадридского «Реала». Однако выдающаяся игра «Барселоны» в последних сезонах не оставила главному тренеру сборной выбора, и Вальдес был включён в заявку сборной Испании на чемпионат мира в ЮАР в качестве третьего вратаря команды.
3 июня 2010 года Вальдес дебютировал за сборную Испании в товарищеском матче против Южной Кореи, заменив по ходу встречи Пепе Рейну. Поединок завершился победой Красной фурии со счётом 1:0, Виктор отыграл матч на «ноль». Не сыграв ни одного матча на чемпионате мира, Виктор всё же завоевал титул чемпиона мира. В 2012 году Вальдес был в заявке на чемпионат Европы 2012 года, где Испания также завоевала титул, но ни на одном из этих турниров он не сыграл ни минуты.

## Тренерская карьера

#### Барселона U19
В июле 2019 года Вальдес занял пост главного тренера каталонской команды возрастной категории U19. Контракт со специалистом рассчитан до окончания сезона 2019/20 и предусматривает опцию продления ещё на один год. В середине июня Вальдес наряду с несколькими другими знаменитыми в прошлом игроками стал обладателем тренерской лицензии УЕФА категории Pro.

## Характеристика
Виктор Вальдес был очень проворным голкипером, умевшим хорошо управлять обороной команды. Его рефлексы позволяли ему успешно отражать удары, а хорошая ловкость позволяла выручать при выходах один на один. Как вратарь современного образца он довольно уверенно играл и за пределами вратарской зоны, выигрывая единоборства с нападающими, обыгрывая их лёгким движением корпуса. Однако иногда совершал довольно грубые вратарские ошибки (возможно из-за этого долго и не вызывался в сборную Испании). Эти ошибки были названы испанскими комментаторами «вальдесадас». Его кумиры — немец Оливер Кан и соотечественник Сантьяго Канисарес, манеру игры которых Вальдес пытался перенять.

## Статистика выступлений

### Клубная статистика
| Выступление       | Выступление      | Выступление      | Лига | Лига | Кубки | Кубки | Еврокубки | Еврокубки | Прочие | Прочие | Итого | Итого |
| Клуб              | Лига             | Сезон            | Игры | Голы | Игры  | Голы  | Игры      | Голы      | Игры   | Голы   | Игры  | Голы  |
| ----------------- | ---------------- | ---------------- | ---- | ---- | ----- | ----- | --------- | --------- | ------ | ------ | ----- | ----- |
| Барселона Б       | Сегунда Б        | 2000/01          | 14   | -10  | —     | —     | —         | —         | —      | —      | 14    | -10   |
| Барселона Б       | Сегунда Б        | 2001/02          | 43   | -30  | —     | —     | —         | —         | —      | —      | 43    | -30   |
| Барселона Б       | Сегунда Б        | 2002/03          | 20   | -15  | —     | —     | —         | —         | —      | —      | 20    | -15   |
| Барселона Б       | Итого            | Итого            | 77   | -55  | —     | —     | —         | —         | —      | —      | 77    | -55   |
| Барселона         | Примера          | 2002/03          | 14   | -15  | 0     | 0     | 6         | -3        | —      | —      | 20    | -18   |
| Барселона         | Примера          | 2003/04          | 33   | -32  | 6     | -4    | 5         | -3        | —      | —      | 44    | -39   |
| Барселона         | Примера          | 2004/05          | 35   | -25  | 0     | 0     | 8         | -11       | —      | —      | 43    | -36   |
| Барселона         | Примера          | 2005/06          | 35   | -29  | 0     | 0     | 12        | -5        | 2      | -2     | 49    | -36   |
| Барселона         | Примера          | 2006/07          | 38   | -33  | 0     | 0     | 8         | -6        | 4      | -4     | 50    | -43   |
| Барселона         | Примера          | 2007/08          | 35   | -35  | 6     | -5    | 11        | -5        | —      | —      | 52    | -45   |
| Барселона         | Примера          | 2008/09          | 35   | -31  | 0     | 0     | 14        | -11       | —      | —      | 49    | -42   |
| Барселона         | Примера          | 2009/10          | 38   | -24  | 0     | 0     | 12        | -10       | 5      | -3     | 55    | -37   |
| Барселона         | Примера          | 2010/11          | 32   | -16  | 0     | 0     | 11        | -9        | 1      | -0     | 44    | -25   |
| Барселона         | Примера          | 2011/12          | 35   | -28  | 0     | 0     | 11        | -10       | 5      | -4     | 51    | -42   |
| Барселона         | Примера          | 2012/13          | 31   | -33  | 0     | 0     | 11        | -17       | 2      | -4     | 44    | -54   |
| Барселона         | Примера          | 2013/14          | 26   | -18  | 0     | 0     | 6         | -3        | 2      | -1     | 34    | -22   |
| Барселона         | Итого            | Итого            | 387  | -319 | 12    | -9    | 115       | -93       | 21     | -14    | 535   | -435  |
| Манчестер Юнайтед | Премьер-лига     | 2014/15          | 2    | -1   | 0     | 0     | 0         | 0         | —      | —      | 2     | -1    |
| Манчестер Юнайтед | Итого            | Итого            | 2    | -1   | 0     | -0    | 0         | -0        | —      | —      | 2     | -1    |
| Стандард          | Про Лига         | 2015/16          | 5    | -10  | 2     | -2    | —         | —         | —      | —      | 7     | -12   |
| Стандард          | Итого            | Итого            | 5    | -10  | 2     | -2    | —         | —         | —      | —      | 7     | -12   |
| Мидлсбро          | Премьер-лига     | 2016/17          | 28   | -36  | 0     | -0    | —         | —         | —      | —      | 28    | -36   |
| Мидлсбро          | Итого            | Итого            | 28   | -36  | 0     | -0    | —         | —         | —      | —      | 28    | -36   |
| Всего за карьеру  | Всего за карьеру | Всего за карьеру | 499  | -421 | 14    | -11   | 115       | -93       | 21     | -14    | 649   | -539  |

### Выступления за сборную
| Сборная          | Год              | Отборочные матчи ЧМ | Отборочные матчи ЧМ | Отборочные матчи ЧЕ | Отборочные матчи ЧЕ | Кубок конфедераций | Кубок конфедераций | Товарищеские матчи | Товарищеские матчи | Итого | Итого |
| Сборная          | Год              | Игры                | Голы                | Игры                | Голы                | Игры               | Голы               | Игры               | Голы               | Игры  | Голы  |
| ---------------- | ---------------- | ------------------- | ------------------- | ------------------- | ------------------- | ------------------ | ------------------ | ------------------ | ------------------ | ----- | ----- |
| Испания          | 2010             | -                   | -                   | -                   | -                   | -                  | -                  | 3                  | -1                 | 3     | -1    |
| Испания          | 2011             | -                   | -                   | 1                   | -1                  | -                  | -                  | 3                  | -1                 | 4     | -2    |
| Испания          | 2012             | -                   | -                   | -                   | -                   | -                  | -                  | 3                  | 0                  | 3     | 0     |
| Испания          | 2013             | 3                   | -2                  | -                   | -                   | 1                  | 0                  | 5                  | -4                 | 9     | -6    |
| Испания          | 2014             | -                   | -                   | -                   | -                   | -                  | -                  | 1                  | 0                  | 1     | 0     |
| Всего за карьеру | Всего за карьеру | 3                   | -2                  | 1                   | -1                  | 1                  | 0                  | 15                 | -6                 | 20    | -9    |

### Матчи и голы за сборную
| Матчи и пропущенные голы Вальдеса за сборную Испании | Матчи и пропущенные голы Вальдеса за сборную Испании | Матчи и пропущенные голы Вальдеса за сборную Испании | Матчи и пропущенные голы Вальдеса за сборную Испании | Матчи и пропущенные голы Вальдеса за сборную Испании | Матчи и пропущенные голы Вальдеса за сборную Испании | Матчи и пропущенные голы Вальдеса за сборную Испании |
| №                                                    | Дата                                                 | Оппонент                                             | Счёт                                                 | Пр. голы                                             | Соревнование                                         |                                                      |
| ---------------------------------------------------- | ---------------------------------------------------- | ---------------------------------------------------- | ---------------------------------------------------- | ---------------------------------------------------- | ---------------------------------------------------- | ---------------------------------------------------- |
| 1                                                    | 3 июня 2010                                          | Республика Корея                                     | 1:0                                                  | -                                                    | Товарищеский матч                                    |                                                      |
| 2                                                    | 11 августа 2010                                      | Мексика                                              | 1:1                                                  | -                                                    | Товарищеский матч                                    |                                                      |
| 3                                                    | 7 сентября 2010                                      | Аргентина                                            | 1:4                                                  | -1                                                   | Товарищеский матч                                    |                                                      |
| 4                                                    | 7 июня 2011                                          | Венесуэла                                            | 3:0                                                  | -                                                    | Товарищеский матч                                    |                                                      |
| 5                                                    | 10 августа 2011                                      | Италия                                               | 1:2                                                  | -1                                                   | Товарищеский матч                                    |                                                      |
| 6                                                    | 11 октября 2011                                      | Шотландия                                            | 3:1                                                  | -1                                                   | Отборочные матчи ЧЕ-2012                             |                                                      |
| 7                                                    | 16 ноября 2011                                       | Коста-Рика                                           | 2:2                                                  | -                                                    | Товарищеский матч                                    |                                                      |
| 8                                                    | 4 июня 2012                                          | Китай                                                | 1:0                                                  | -                                                    | Товарищеский матч                                    |                                                      |
| 9                                                    | 8 сентября 2012                                      | Саудовская Аравия                                    | 5:0                                                  | -                                                    | Товарищеский матч                                    |                                                      |
| 10                                                   | 14 ноября 2012                                       | Панама                                               | 5:1                                                  | -                                                    | Товарищеский матч                                    |                                                      |
| 11                                                   | 6 февраля 2013                                       | Уругвай                                              | 3:1                                                  | -1                                                   | Товарищеский матч                                    |                                                      |
| 12                                                   | 22 марта 2013                                        | Финляндия                                            | 1:1                                                  | -1                                                   | Отборочные матчи ЧМ-2014                             |                                                      |
| 13                                                   | 26 марта 2013                                        | Франция                                              | 1:0                                                  | -                                                    | Отборочные матчи ЧМ-2014                             |                                                      |
| 14                                                   | 12 июня 2013                                         | Ирландия                                             | 2:0                                                  | -                                                    | Товарищеский матч                                    |                                                      |
| 15                                                   | 23 июня 2013                                         | Нигерия                                              | 3:0                                                  | -                                                    | Кубок конфедераций 2013                              |                                                      |
| 16                                                   | 15 августа 2013                                      | Эквадор                                              | 2:0                                                  | -                                                    | Товарищеский матч                                    |                                                      |
| 17                                                   | 10 сентября 2013                                     | Чили                                                 | 2:2                                                  | -2                                                   | Товарищеский матч                                    |                                                      |
| 18                                                   | 12 октября 2013                                      | Беларусь                                             | 2:1                                                  | -1                                                   | Отборочные матчи ЧМ-2014                             |                                                      |
| 19                                                   | 19 ноября 2013                                       | ЮАР                                                  | 0:1                                                  | -1                                                   | Товарищеский матч                                    |                                                      |
| 20                                                   | 5 марта 2014                                         | Италия                                               | 1:0                                                  | -                                                    | Товарищеский матч                                    |                                                      |

Итого: 20 матчей / 9 пропущенных голов; 13 побед, 4 ничьи, 3 поражения.

## Достижения

### Командные
«Барселона»
- Чемпион Испании (6): 2004/05, 2005/06, 2008/09, 2009/10, 2010/11, 2012/13
- Обладатель Кубка Испании (2): 2008/09, 2011/12
- Обладатель Суперкубка Испании (6): 2005, 2006, 2009, 2010, 2011, 2013
- Победитель Лиги чемпионов УЕФА (3): 2005/06, 2008/09, 2010/11
- Обладатель Суперкубка УЕФА (2): 2009, 2011
- Победитель Клубного чемпионата мира (2): 2009, 2011

«Стандард» (Льеж)
- Обладатель Кубка Бельгии: 2015/16

Сборная Испании
- Чемпион мира: 2010
- Чемпион Европы: 2012

### Личные
- Обладатель Трофея Саморы (5): 2004/05, 2008/09, 2009/10, 2010/11, 2011/12
- Лучший вратарь чемпионата Испании (2): 2009/10, 2010/11
- Команда года по версии ESM: 2010/11